# Amt Bickenbach
Das Amt Bickenbach war ein Amt verschiedener Herrschaften, zuletzt des Hauses Erbach und ab 1505 der Landgrafschaft Hessen-Darmstadt.

## Geschichte

### Der Erwerb durch Erbach
Ausgangspunkt der Herrschaft im Gebiet war Burg Bickenbach. Im Rahmen der Territorialisierung entstand aus diesem und den benachbarten Orten Alsbach und Hähnlein das Amt Bickenbach (der Ort Bickenbach selbst gehörte nicht zum Amt).
Das Entstehen der Burg ist unklar. Ursprünglicher Besitzer war das Kloster Lorsch, später wurde es zum Stammsitz des Adelsgeschlechts Bickenbach. Lorsch blieb aber weiter Besitzer eines Viertels des Amtes. Mit der Aufhebung des Klosters 1232 ging der Anteil auf das Erzbistum Mainz über. Kleinere Anteile am Amt hatten im 13. Jahrhundert auch die Herren von Jossa und die Herren von Dannenberg. Den größten Teil des Amtes besaßen die Bickenbacher; dieser Anteil war jedoch Gegenstand von Teilungen. Otto I. und Conrad II. von Bickenbach teilten sich den Bickenbacher Anteil dahingehend, dass der ältere Bruder Otto eine Hälfte, der jüngere Bruder Conrad ein Viertel des Amtes besaß. Ottos Enkel Ulrich I. von Bickenbach starb ohne männliche Nachkommen, Erbe seines Anteils wurden seine Töchter Agnes und Rene. Agnes heiratete Eberhard III. von Katzenellenbogen und Rene Gerhard von Rieneck. Da der einzige Sohn von Eberhard III. von Katzenellenbogen, Eberhard IV. von Katzenellenbogen, ohne Nachkommen starb, ging der Katzenellenbogener Anteil an Schenk Eberhard VIII. von Erbach über. Dieser erwarb für 2100 Gulden auch den Rieneckschen Anteil, wobei der Verkäufer Johann I. von Wertheim (als Erbe) sich den Wiederkauf vorbehielt. 1411 erfolgte der Wiederkauf und der Anteil wurde für 4000 Gulden an Hamman Ulner und Hamman Echter verkauft. 1436 erfolgte die letzte Einlösung und der Anteil wurde an Schenk Conrad IX. von Erbach verkauft.
Der Bickenbacher Anteil wurde mehrfach geteilt und vererbt, bis er 1488 an Schenk Erasmus von Erbach-Erbach verkauft wurde. 1483 hatte er bereits den Mainzer Anteil erworben. Damit hätte Erbach eigentlich das Alleineigentum am Amt gehabt, wären nicht kleinere Anteile durch Erbschaften innerhalb der Familie Erbach wieder an andere Besitzer gefallen. Als 1503 Schenk Erasmus von Erbach ohne männliche Nachkommen starb und das Amt an die Linie Erbach-Fürstenau fiel, hatten die Familien Ulner und Reipoltzkirchen noch kleine Anteile.

### Hessen
Im Landshuter Erbfolgekrieg wurde das Amt 1504 durch Hessen besetzt. In einem Rezess vom 20. Januar 1510 musste Erbach diesen Verlust (gegen eine geringe Entschädigung von 3000 Talern) akzeptieren. In der Folge kam es zu einer Vielzahl von Konflikten zwischen Hessen und Erbach, die letztendlich 1714 in einem Vergleich beigelegt wurden. Im Jahr 1614 wurde das Amt Bickenbach aufgehoben und die Orte zum Amt Zwingenberg geschlagen.

### Gerichtsverhältnisse
Die Hohe Gerichtsbarkeit lag bei der Grafschaft Katzenelnbogen bzw. später bei Hessen (Cent Jugenheim). Die Bickenbacher und später die Erbacher waren lediglich im Besitz der Vogtei gewesen.